# Quercus hainanica
Quercus hainanica — вид рослин з родини букових (Fagaceae), поширений у Китаї.

## Опис
Дерево до 15 метрів заввишки; стовбур до 40 см у діаметрі. Кора сірувато-коричнева. Гілочки товсті, спочатку густо волосисті, стають голими, з дрібними піднятими сочевичками. Листки від яйцюватих до зворотно-яйцюватих, шкірясті, 8–15 × 4–10 см; верхівка тупа або коротко загострена; основа клиноподібна; край цілий або слабко зубчастий біля верхівки; низ сірувато-зелений, спершу вовнистий, потім безволосий; ніжка 2.5–5 см, спочатку густо-вовниста. період цвітіння: березень — травень. Маточкові суцвіття завдовжки 2–3 см. Жолуді від 3 до 5 разом, завдовжки 3–4.5 см, шириною 2.2–2.8 см, від яйцюватих до циліндричних; чашечка вкриває 1/2 або 1/3 горіха, заввишки 2–3 см, завширшки 2.5–3 см; дозрівають на другий рік у жовтні — грудні.

## Середовище проживання
Поширення: Китай (Хайнань). Росте на висотах від 700 до 900 метрів у лісі.

## Використання й загрози
Точне використання невідоме, але воно може бути вразливим до незаконних рубок та збору дров.